# Gibraltar Chess Festival
Gibraltar Chess Festival – otwarty festiwal szachowy, rozgrywany od 2003 r. w Gibraltarze i sponsorowany przez firmę telekomunikacyjną GibTelecom. W turnieju głównym (GibTelecom Masters) corocznie startuje wielu arcymistrzów, również z szerokiej światowej czołówki, dlatego zaliczany on jest – obok Aerofłot Open – do najsilniejszych otwartych turniejów na świecie. Jedną z charakterystycznych cech festiwalu jest liczny udział czołowych szachistek świata, m.in. dzięki wysokim nagrodom finansowym za zajęte miejsca w odrębnej klasyfikacji.

## Zwycięzcy dotychczasowych turniejów
| Lp | Rok  | Klasyfikacja generalna | Kobiety                                                                                 |
| -- | ---- | --- | --------------------------------------------------------------------------------------- |
| 1  | 2003 | Nigel Short, Wasilios Kotronias | Nóra Medvegy                                                                            |
| 2  | 2004 | Nigel Short | Pia Cramling                                                                            |
| 3  | 2005 | Aleksiej Szyrow, Lewon Aronian, Emil Sutowski Kirił Georgiew, Zachar Jefimenko                                                                                | Ketewan Arachamia, Pia Cramling, Viktorija Čmilytė Almira Skripczenko, Iweta Radziewicz |
| 4  | 2006 | Kirił Georgiew | Antoaneta Stefanowa, Zhu Chen, Natalija Żukowa                                          |
| 5  | 2007 | Wladimir Hakopian | Jovanka Houska, Antoaneta Stefanowa                                                     |
| 6  | 2008 | Hikaru Nakamura, Bu Xiangzhi | Ketewan Arachamia-Grant, Viktorija Čmilytė Dronavalli Harika, Antoaneta Stefanowa       |
| 7  | 2009 | Piotr Swidler, Wadim Miłow | Nana Dzagnidze, Antoaneta Stefanowa, Pia Cramling                                       |
| 8  | 2010 | Michael Adams, Jan Gustafsson, Francisco Vallejo Pons Sandipan Chanda, Gata Kamski, Geetha Narayanan Gopal Siergiej Mowsesjan, Étienne Bacrot, Alex Lenderman | Natalija Żukowa, Humpy Koneru                                                           |
| 9  | 2011 | Wasyl Iwanczuk | Nana Dzagnidze, Salome Melia                                                            |
| 10 | 2012 | Nigel Short, Hou Yifan | Hou Yifan                                                                               |
| 11 | 2013 | Nikita Witiugow, Nigel Short, Maxime Vachier-Lagrave, Sandipan Chanda                                                                                         | Zhao Xue                                                                                |
| 12 | 2014 | Iwan Czeparinow, Wasyl Iwanczuk, Nikita Witiugow | Marija Muzyczuk                                                                         |
| 13 | 2015 | Hikaru Nakamura | Hou Yifan                                                                               |